# Toshihiko Nakago
Toshihiko Nakago (...) è un autore di videogiochi giapponese, che dal 1984 ha lavorato come programmatore per la Nintendo.
Dopo essersi occupato del simulatore di guida Excitebike con Shigeru Miyamoto, ha formato con lui e Takashi Tezuka un trio che ha portato alla creazione delle serie Mario e The Legend of Zelda. In proposito, ha dichiarato:

## Ludografia parziale
- Excitebike
- Super Mario Bros.
- Super Mario Bros. 2
- The Legend of Zelda
- Zelda II: The Adventure of Link
- Super Mario Bros. 3
- Super Mario World
- The Legend of Zelda: A Link to the Past
- Star Fox 64
- New Super Mario Bros.
- New Super Mario Bros. Wii